# Châtillon, Broye
Châtillon là một đô thị trong huyện Broye thuộc bang Fribourg ở Thụy Sĩ.